# Фонтнај ан Паризи
Фонтнај ан Паризи (фр. Fontenay-en-Parisis) је насељено место у Француској у региону Париски регион, у департману Долина Оазе.
По подацима из 2011. године у општини је живело 1894 становника, а густина насељености је износила 174,72 становника/km².

## Демографија
| 1962. | 1968. | 1975. | 1982. | 1990. | 2011. |
| ----- | ----- | ----- | ----- | ----- | ----- |
| 527   | 617   | 937   | 899   | 1.716 | 1.894 |